# Malawisaurus dixeyi
Malawisaurus dixeyi (lagarto de Malaui de Friederick A. Dixey) es la única especie conocida del género extinto Malawisaurus de dinosaurio saurópodo titanosauriano, que vivió a mediados del período Cretácico, hace aproximadamente 116 millones de años, en el Aptiense, en lo que hoy es África. 
Relativamente pequeño para los estándares de los saurópodos, Malawisaurus alcanzó longitudes de aproximadamente 16 metros, y pesó alrededor de 10 toneladas. Al igual que algunos otros titanosaurianos, se han encontrado huesecillos que se cree que representan escudos dérmicos que cubrían la piel.
Las vértebras de la parte media de la cola tenían centros alargados. Malawisaurus tenía fosas vertebrales laterales que se parecían a depresiones superficiales. Se conocen fosas que se asemejan de manera similar a las depresiones superficiales de Saltasaurus, Alamosaurus, Aeolosaurus y Gondwanatitan.
Está relacionado con el Gondwanatitán de Brasil, que fue un miembro del Aeolosaurini. Calvo et al. lo han colocado como un taxón hermano de Longkosauria que contiene a Futalognkosaurus y Mendozasaurus dentro de occidental, aunque al principio fue colocado en el Aeolosaurini. Es uno de los pocos titanosáuridos para los cuales se ha encontrado el material del cráneo. El espécimen tipo, antes llamado «Gigantosaurus» dixeyi, encontrado en Malaui, por Haughton 1928, fue descrito con el nuevo nombre por el Dr. Louis Jacobs et al. en 1993. El nombre no es válido para el diplodócido actualmente conocido como Tornieria. Haughton lo consideró estrechamente relacionado con la especie G.robustus, más tarde la especie tipo de Janenschia.